# 람세스 3세

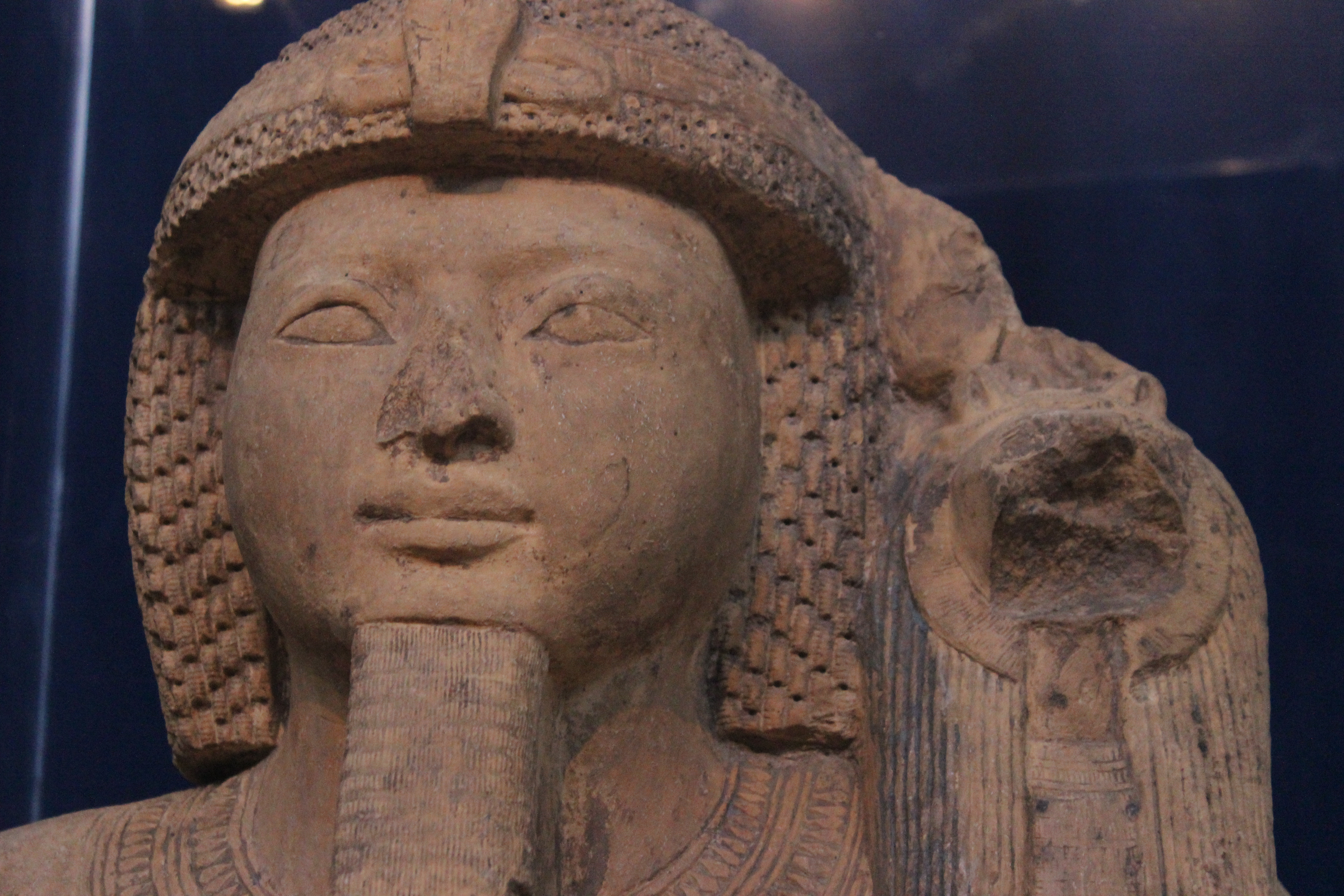

람세스 3세(Ramesses III, ? - 기원전 1154년)는 이집트 제20왕조의 제2대 왕이다. 재위 기간은 기원전 1186년부터 기원전 1155년 까지이다.
재위 기간 도중 바다 민족이 침공해오자 이를 성공적으로 방어하였으며, 후기 청동기 시대의 붕괴 과정에서 이집트 문명이 파괴되는 것을 저지하였다.
사인은 암살로 왕비 3명 중 한 명인 티예(Tiye)가 자신의 아들인 펜타웨레트(Pentaweret, 본명이 아닌 가명이다)를 차기 파라오로 즉위시키기 위해 벌인 것이었다. 펜타웨레트는 각지의 관료들을 선동하여 음모에 끌여들였고 하렘 관리자, 시종관, 보물 담당관들까지 포섭했다. 두 모자는 아무나 쉽게 드나들 수 없는 궁전의 하렘을 암살 장소로 정했고, 람세스 3세가 거기 있던 때를 노려 암살을 거행했다. 
람세스 3세의 미라를 검시한 결과 목 뒤쪽으로 식도가 드러날 정도로 깊은 상처를 입었고, 잘려나간 엄지발가락 부위에서 뼈가 재생된 흔적이 전혀 없어서 암살 직후에 사망한 것으로 추정하고 있다. 하지만 람세스 3세가 큰 부상을 입었다는 소식을 들은 한 왕족이 선수를 쳐 왕궁을 장악했고 뒤이어서 왕세자가 테베로 들어와 음모자들을 전부 체포하면서 모자의 계획은 물거품이 되어버렸다. 람세스 3세가 사망하고 람세스 4세가 즉위한 뒤에 신하들 중에서 12명을 골라 수사관으로 임명해 음모자들을 수사하고 재판에 회부하여 총 28명을 사형에 처했는데, 이 재판의 진행과 결과를 기록한 문서가 토리노 법정 파피루스다. 주도자들 중 펜타웨레트는 왕족이라서 유일하게 자살을 허락 받아 목을 메는 방식으로 죽었다고 하는데, 람세스 3세의 무덤 근처에서 고대 이집트인들이 불결하게 여긴 염소 가죽에 싸였으며 자연건조된 시신 한 구가 발굴되었는데 유전자 검사 결과 람세스 3세와 부계 하플로그룹 및 상당수의 유전자가 일치해서 펜타웨레트로 확실시되고 있다. 여기에 시신의 사인이 목을 메어 죽은 것으로 나와 더욱 유력해졌다.

## 성경과의 연관성
아바리스와 고대 이집트의 셈족 연구 최고 권위자인 멘프레드 비탁 교수와 이스라엘 역사와 관련한 권위자 중 한 명인 게리 A. 렌즈버그 교수는 출애굽의 파라오를 람세스 3세로 보고 있고 초기 이스라엘인들의 유전자 풀에 포함되는 에돔(또는 세일)의 샤수(Shasu)들이 해리스 파피루스에서 람세스 3세에 의해 이집트로 포로로 끌려갔다는 것을 근거로 하여 이들이 가나안에 있던 이스라엘 족속에게 탈출기 전승을 가지고 왔을 것이라고 주장하였다. 실제로, 람세스 3세의 메디넷 하부(Medinet Habu) 신전에서 이스라엘 출신의 노동자가 세운 집이 발견되었다는 것은 람세스 3세 또는 람세스 4세의 치세 시절 당시 이스라엘인이 애굽에서 노예로서 있었음을 입증한다.

## 같이 보기
- 이집트 제20왕조
- 람세스 4세

## 참고 문헌
- Eric H. Cline and David O'Connor, eds. Ramesses III: The Life and Times of Egypt's Last Hero (University of Michigan Press; 2012) 560 pages; essays by scholars